# Homo erectus
 Ovo je glavno značenje pojma Homo erectus. Za glazbeni album pogledajte Homo erectus (album).
Homo erectus  ("uspravni čovjek" od lat. ērigere – podignuti, uspraviti) izumrla je vrsta hominina koja je živjela tijekom cijelog pleistocena. Prvi put pojavljuje se u fosilnim zapisima prije 1,9 milijuna godina, dok su najrecentniji fosilni ostaci stari 143. 000 godina. Ova vrsta prvi se put pojavila u Africi i kasnije proširila do Gruzije, a istočno sve do Indije, Šri Lanke, Kine i Jave.
Još uvijek postoje nesuglasice oko klasifikacije, podrijetla i potomstva Homo erectusa, s dvije alternativne klasifikacije: H. erectus bi mogao biti istovjetna vrsta Homo ergasteru, i izravni predak kasnijih hominina Homo heidelbergensisa, Homo neanderthalensisa, i Homo sapiensa; ili bi mogao biti zasebna azijska vrsta, odvojena od afričkog Homo ergastera.
Neki palaeoantropolozi smatraju da je H. ergaster jednostavno afrička varijanta Homo erectusa.  Stoga se ponekad koristi pojam "Homo erectus sensu stricto" za azijsku varijantu H. erectusa i "Homo erectus sensu lato" za širu skupinu varijanti koja obuhvaća i afričke populacije (H. ergaster) i azijske populacije.

## Podrijetlo
Prva hipoteza o podrijetlu Homo erectusa je ta da se pojavio u Africi, a zatim migrirao prema Euroazijskom kontinentu tijekom ranog pleistocena (prije oko 2 milijuna godina), vjerojatno u razdobljima povoljnih klimatskih uvjeta koji su učinili Saharu gostoljubivim područjem (tzv. teorija saharske pumpe). Prešavši Saharu, proširio je svoje stanište cijelim Starim svijetom. Fosilni ostaci stari od 1,8 do 1 milijun godina pronađeni su u Africi (u blizini jezera Turkana i klancu Olduvai), Gruziji, Indoneziji (npr. Sangiran u središnjoj Javi i Trinil u istočnoj Javi), Vijetnamu, Kini (npr. Shaanxi) i Indiji.
Druga hipoteza predviđa evolutivni razvoj Homo erectusa najprije u Euroaziji iz koje je kasnije migrirao u Afriku. Ova se hipoteza temelji na činjenici da su najstariji ostaci Homo erectusa pronađeni izvan Afrike oni na kavkaskom lokalitetu Dmanisi, u Gruziji, stari od 1,85 do 1,77 milijuna godina, što je jednaka ili čak veća starost od prvih fosilnih ostataka iste vrste u Africi. Najstariji nalazi u Dmanisiju su 73 kamena sječiva i 34 fragmenata kostiju koji još nisu sa sigurnošću pripisani točno određenoj vrsti.

## Otkriće
Nizozemski paleoantropolog i geolog Eugène Dubois, koji je bio posebno fasciniran Darwinovom teorijom evolucije čovjeka, krenuo je 1886. godine u Aziju u potragu za fosilnim ostacima ljudskih predaka. Azija se u ono doba smatrala, protivno Darwinovom mišljenju, kolijevkom čovječje evolucije. Godine 1891., njegova je skupina otkrila fosilne ostatke nove ljudske vrste na otoku Javi u tadašnjoj Nizozemskoj istočnoj Indiji (danas Indoneziji). Na temelju svoda lubanje i bedrene kosti sličnoj Homo sapiensovoj, pronađenoj na obali rijeke Solo, na lokalitetu Trinil, u istočnoj Javi, opisao je novu vrstu i nadjenuo joj ime Pithecanthropus erectus (od grčkog: πίθηκος - "majmun", i ἄνθρωπος - "čovjek"). Kasnije se utvrdilo da se radi o Homo erectusu).
Njegovo otkriće postalo je poznato u svijetu kao Javanski čovjek. Kanadski paleoantropolog Davidson Black prvi je opisao ostatke donjeg kutnjaka pronađenog u Kini 1921. godine, za kojeg je tvrdio da pripada novoj vrsti nazvanoj Sinanthropus pekinensis(od sino-, grčki: Σίνα= "Kina" i latinskog: pekinensis= "pekinški"), pomaknuvši mjesto potrage za fosilima ljudskih predaka na Kinu. U Kini su, naime, pronađeni neki od najspektakularnijih ostataka Homo erectusa ikad. Njemački antropolog Franz Weidenreich iznimno je detaljno opisao pronađeni materijal u nekoliko monografija objavljenim u znanstvenom časopisu Palaeontologica Sinica (serija D).
Gotovo svi originalni uzorci onog doba izgubljeni su tijekom Drugog svjetskog rata, međutim, originalni Weidenreichovi kalupi pronađenih kostiju sačuvani su u American Museumu of Natural History u New Yorku i u Institutu za paleontologiju kralježnjaka i paleoantropologiju u Pekingu i smatraju se pouzdanim dokazima.
Tijekom cijelog 20. stoljeća, antropolozi su vodili diskusije o ulozi H. erectusa u čovječjoj evoluciji. U prvim godinama 20. stoljeća, na temelju otkrića u Kini i na Javi, gotovo svi stručnjaci vjerovali su da su prvi moderni ljudi evoluirali u Aziji. Rijetki prirodoslovci, među kojima se ističe Charles Darwin, hipotizirali su da prvi čovječji preci potječu iz Afrike. Darwin je ukazivao na to da čimpanze i gorile, najbliži čovjekovi srodnici, žive samo u Africi.
Od 1950-ih do 1970-ih godina veliki broj nalaza dobro očuvanih fosila iz Istočne Afrike, pružio je dokaze da najstariji hominini potječu odavde. Danas se smatra da je Homo erectus potomak starijih rodova kao Ardipithecusa iliAustralopithecusa, ili potomak ranih vrsta roda Homo kao Homo habilisa ili Homo ergastera. H. habilis i H. erectus postojali su istovremeno tisućama godina, te je vjerojatnije da predstavljaju odvojene evolutivne linije koje dijele zajedničkog pretka.
Arheolozi John T. Robinson i Robert Broom dali su ime Telanthropus capensis vrsti kojoj su pripadali ostaci otkriveni 1950-ih, za koju se danas zna da pripadaju Homo erectusu. Robinson je u rujnu 1949. otkrio fragment čeljusti u Swartkransu, u Južnoj Africi. Godine 1957., došlo je do prijedloga da se vrsta preimenuje u Homo erectus i Robinson pristaje 1961.
Lubanja Tchadanthropusa uxorisa, koju je 1961. otkrio francuz Yves Coppens u Čadu, najraniji je čovjekov fosilni ostatak otkriven na sjeveru Afrike. Prema riječima otkrivatelja, ovaj je fosil "bio toliko nagrizen erozijom pijeska nošenim vjetrom da se činilo da pripada australopiteku, mnogo primitivnijem rodu hominida". Premda su neki u početku klasificirali ove ostatke kao vrstu H. habilis, danas seTchadanthropus uxoris ne smatra više važećim taksonom i stručnjaci ga klasifixiraju kao H. erectus.

### Homo erectus georgicus
Homo erectus georgicus (gruzijski: ქართველი ადამიანი) je ime koje se ponekad koristi za podvrstu Homo erectusa čiji su fosilni ostaci otkriveni na lokalitetu Dmanisi u Gruziji. Iako je u početku predloženo da se klasificira kao odvojena vrsta, danas je klasificiran unutar vrste H. erectus. Djelomični kostur ove podvrste otkriven je 2001. godine, a njihova je starost procijenjena na 1,8 milijuna godina. Prve ostatke otkrio je 1991. gruzijski znanstvenik David Lordkipanidze, uz podršku međunarodnog tima stručnjaka, a uz fosilne ostatke hominina pronađene su i kosti životinja i kameni alat. Postoje mnoga predložena objašnjenja migracijske disperzije prvih hominina u svjetlu otkrića H. erectusa georgicusa.
U početku su znanstvenici pomislili da su pronašli ostatke čeljusti i lubanja Homo ergastera, ali razlike u dimenzijama navele su ih da ih klasificiraju kao ostatke nove vrste, Homo georgicusa, kojeg su smatrali potomkom Homo habilisa i pretkom azijskog Homo erectusa. Ova se klasifikacija danas smatra pogrešnom, a fosili iz Dmanisija se smatraju divergentnom podskupinom Homo erectusa, ponekad nazivanog Homo erectus georgicus.
Moždanog volumena od oko 600 cm3, lubanja D2700 datirana je 1,77 milijuna godina i vrlo je dobro očuvana, što daje jasan uvid u morfologiju i omogućuje usporedbu s morfologijom lubanje anatomski modernog čovjeka. U vrijeme pronalaska ovo je bila najmanja i morfološki najprimitivnija lubanja hominina ikad otkrivena izvan Afrike. Godine 2003. otkrivena je lubanja bitno manjeg moždanog volumena na otoku Flores, koja je danas klasificirana kao Homo floresiensis. Kod Homo erectusa georgicusa prisutan je jaki spolni dimorfizam, mužjaci su naime puno krupniji od ženki.
Kasnije su pronađeni ostaci četiriju fosilnih kostura, pokazujući primitivne morfološke karakteristike lubanje i gornjih udova, ali modernije karakteristike kralježnice i donjih udova, dajući ovoj podvrsti veliku pokretljivost. Prema mišljenju vođe projekta koji proučava ove ostatke Davida Lordkipanidzea, danas se ovi ostaci ne smatraju odvojenom vrstom, već, predstavljaju evolucijski stadij prijelaza između Homo habilisa i Homo erectusa i datirani su na oko 1,8 milijuna godina starosti. Ovi kosturi obuhvaćaju jednu od najširih čeljusti roda Homo pleistocenske epohe (D2600), jednu od najmanjih donjih čeljusti donjeg pleistocena (D211), jedan od najkompletnijih primjeraka neodrasle jedinke (D2735), i potpuno bezubi primjerak lubanje (D3900).
Još jedna lubanja pronađena u istom nalazištu opisana je 2013. i jedina je potpuno očuvana lubanja hominina iz donjeg pleistocena. S nešto manje od 550 cm3, ova je lubanja s najmanjim moždanim volumenom od svih jedinki pronađenih na ovom lokalitetu. Naizgled velike varijacije u morfologiji ovih lubanja natjerale su znanstvenike da istraže morfološke varijacije među lubanjama modernih ljudi i čimpanza. Zaključili su da iako lubanje iz Dmanisija izgledaju različito, njihova varijabilnost nije veća od onog koji se može naći i unutar ljudske vrste i unutar vrste čimpanze. Ove varijacije stoga ukazuju na mogućnost da bi različita prethodna otkrića klasificrana kao različite vrste na temelju njihovih razlika, kao npr. Homo rudolfensis, Homo gautengensis, Homo ergaster možda i Homo habilis, mogla biti interpretirana kao različite podvrste Homo erectusa.

## Klasifikacija
Mnogi paleoantropolozi još vode debatu jesu li H. erectus i Homo ergaster odvojene vrste ili različite populacije jedne vrste. Nekoliko stručnjaka čak predlaže brisanje taksona Homo erectus i izjednačenje H. erectusa s arhajskim Homo sapiensom. Neki smatraju H. ergastera izravnim afričkim pretkom H. erectusa, te hipotiziraju da je upravo on emigrirao izvan Afrike u Aziju i razvio se u nekoliko različitih vrsta. Iako je "Homo ergaster" od mnogih prihvaćen kao zasebni takson, većina stručnjaka ih još uvijek smatra različitim, afričkim i azijskim, populacijama vrste H. erectus.

Mnogi stručnjaci tumače (i inzistiraju) da se definicija biološke vrste Ernsta Mayra ne može koristiti u testiranju gore navedene hipoteze, moguće je međutim ispitati stupanja varijacije morfoloških karakteristika uzoraka lubanja H. erectusa/H. ergastera i usporediti ih s varijacijama prisutnim kod drugih primata sa sličnom geografskom distribucijom ili sličnom evolucijskom povezanošću. Broj varijacija između H. erectusa i H. ergastera je veći od broja varijacija promotrenih unutar vrste npr. makaka, stoga se da zaključiti da su H. erectus i H. ergaster različite vrste.
Ovaj je model usporedbe vrlo važan i odabir prikladne vrste za usporedbu može biti teško. Morfološke varijacije unutar globalne populacije  H. sapiensa su vrlo male, tako da naša posebno mala različitost stvara dodatne poteškoće u uspoređivanju s drugim vrstama. Kao primjer, mogu se navesti upravo fosilni ostaci iz Dmanisija u Gruziji koji su zbog svoje varijabilnosti u početku klasificirani kao zasebna vrsta Homo georgicus, da bi kasniji pronalasci dokazali da je njihova varijacija još uvijek unutar raspona karakteristika Homo erectusa, tako da su ovi ostaci danas klasificirani kao Homo erectus georgicus.
H. erectus je imao veći moždani volumen od Homo habilisa (iako primjerci iz nalazišta Dmanisi imaju posebno male lubanje): Najstariji fosilni ostaci ove vrste imaju moždani volumen od 850 cm³, dok kod najrecentnijih javanskih primjeraka nalazimo volumen od 1100 cm³, dosežući tako i volumen arhajskog H. sapiensa. Čeona kost je manje nakošena i zubna arkada manja nego kod australopiteka; lice je više ortognatsko (manje izbočeno) u odnosu na australopiteka i H. habilisa, koji su imali jako naglašene očne arkade i manje izražene jagodične kosti. Smatra se da su ovi prvi hominini bili u prosjeku visoki 1,79, (samo 17 % ljudi u modernoj populaciji je više od toga) i bili su nalgašeno mršavi, s dugim i tankim udovima.
Spolni dimorfizam je nešto veći nego kod Homo sapiensa. Mužjaci Homo erectusa naime teže oko 25% više od ženki, ali dimorfizam je manji nego kod roda Australopithecus. Kostur KNM-WT 15000, tzv. "dječak iz Turkane" (Homo ergaster), kojeg je 1984. otkrio i opisao Richard Leakey i Kamoya Kimeu u blizini jezera Turkana u Keniji, jedan je od najpotpunijih kostura hominida ikad otkriven i uvelike je utjecao na razumijevanje čovječje evolucije.

## Uporaba alata
Homo ergaster  je koristio različitiji i sofisticiraniji kameni alat u odnosu na njegove pretke. H. erectus je, međutim, u usporedbi s H.ergasterom koristio primitivnije oruđe. Moguće je da je to tako, jer je H. ergaster najprije koristio alat oldovanske tehnologije i kasnije prešao na ašelejensku kad je započela uporaba ašelejenskog alata prije oko 1,8 milijuna godina, dok se evolutivna linija H. erectusa odvojila oko 200 000 godina prije opće inovacije koju je donijela ašelejenska kultura. Azijski migracijski potomci H. ergastera nisu stoga koristili ašelejensku tehnologiju. Osim toga, smatra se da je H. erectus bio prvi hominid koji je koristio splavove kako bi putovao morima.

### Korištenje vatre
Na istočnoafričkim lokalitetima, kao Chesowanja u blizini jezera Baringo, Koobi Fora, i Olorgesailie u Keniji, nalaze se dokazi koji upućuju na to da su rani ljudi koristili vatru. U Chesowanji su arheolozi otkrili komadiće crvene gline datirane 1,42 milijuna godina. Ponovnim zagrijavanjem ovog materijala otkriveno je da se glina mora zagrijati na 400 °C da bi otvrdnula. Na nalazištima FxJjzoE i FxJj50 u Koobi Fori postoje dokazi stari 1,5 milijuna godina koji upućuju na to da je Homo erectus bio sposoban kontrolirati vatru, gdje se može vidjeti promjena boje sedimenta u crvenu što se postiže samo zagrijavanjem na 200 °C. Na lokalitetu Olorgesailie u Keniji postoji "udubljenje slično ognjištu". Pronađeni su i mikroskopski tragovi drvenog ugljena, ali to je moglo biti posljedica prirodnog procesa nepotpunog izgaranja. Na arheološkom nalazištu 8E u distriktu Gadeb, u Etiopiji, pronađeni su fragmenti zapečenog tufa za koje se čini da su više puta bili izloženi vatri, ali to je isto tako mogla biti posljedica naknadne vulkanske aktivnosti. Fragmenti tufa pronađeni su među ašelejenskim artefaktima H. erectusa. Na arheološkom nalazištu u dolini rijeke Awash, pronađene su mnoge udubine stožastog oblika načinjene od crvene gline, materijala koji se obično formira pod utjecajem temeperatura od 200 °C. Pretpostavlja se da su ove strukture nastale izgaranjem panjeva stabala, ali nije sigurno da li su posljedica čovjekovog djelovanja ili su posljedica požara.
Na arheološkom nalazištu u blizini mosta Bnot Ya'akov ("Most Jakovovih kćerki") u Izraelu, pronađeni su prvi sigurni dokazi paljenja vatre od strane H. erectusa ili Homo ergastera stari između 790 000 i 690 000 godina prije današnjice. Do danas se to smatra najprihvaćenijim datiranjem prvog paljenja vatre, iako je nedavna ponovna analiza spaljenih komada kostiju i pepela biljaka iz Wonderwerkške špilje dokazala uporabu vatre prije 1 milijun godina.

### Kuhanje
Ne postoje dokazi da je Homo erectus termički obrađivao hranu. Predloženo je da je možda to činio, ali ova ideja nije prihvaćena među stručnjacima. Iz analiza istrošenosti ručnih kamenih sjekača, utvrđeno je da je meso bilo dominantna namirnica u H. erectusovoj prehrani. Meso je vrlo probavljivo i bez kuhanja, te se ponekad konzumira sirovo i u modernom društvu. Orašasti plodovi, bobičasto voće i voće općenito također su jestivi bez prethodnog kuhanja. Stoga kuhanje nije pretpostavljeno, ostaje otvoreno pitanje pronalaženja fizičkih dokaza termičke obrade hrane, kojih još uvijek nema.

## Život u zajednici
Homo erectus je vjerojatno prvi hominid koji je živio u zajednici lovaca-sakupljača a antropolozi kao Richard Leakey pretpostavljaju da je u smislu življenja u zajednici bio više sličan modernom čovjeku od vrsta sličnim Australopithecusu koje su živjela prije njega. Isto tako, povećani volumen mozga podudara se s pojavom sofisticiranog kamenog alata ponekad pronađenog u blizini fosilnih ostataka.
Otkrićem dječaka iz Turkane (Homo ergaster) 1984. godine, dobiveni su dokazi koji ukazuju na to da, usprkos anatomskim sličnostima s Homo sapiensom, nije mogao proizvoditi zvukove usporedive s modernim govorom. Ergaster je najvjerojatnije komunicirao proto-jezikom koji nije imao potpuno razvijenu strukturu modernih čovjekovih jezika, ali je bio razvijeniji od neverbalne komunikacije čimpanzi. Ova pretpostavka je dovedena pod sumnju otkrićem 150 000 godina starijih kralježaka H. ergastera/erectusa od kralježaka dječaka iz Turkane. Ovo otkriće Homo erectusa georgicusa i lokaliteta Dmanisi, u Gruziji, dokazuje da je isti imao vokalne sposobnosti unutar opsega sposobnosti modernog čovjeka. Volumen mozga i prisutnost brocine zone sugerira uporabu artikuliranog govora.
H. erectus je vjerojatno prvi hominid koji je živio u zajednicama tzv. bandi sličnima modernim zajednicama lovaca-sakupljača. Pretpostavlja se da je H. erectus/ergaster prvi hominid koji je lovio u koordiniranim grupama, koristio složeni alat i brinuo se o slabijim i bolesnim članovima zajednice.
Postoji živa diskusija oko toga je li se H. erectus i kasniji neandertalac, križao s anatomski modernim čovjekom u Europi i Aziji ('vidi teorija križanja neandertalaca.

## Potomci i podvrste
Homo erectus je najduže živuća vrsta roda Homo do sad poznata, s vremenom postojanja od preko milijun godina, dok Homo sapiens postoji oko 200 000 godina. Još nije postignut konsenzus oko da li azijske podvrste predstavljaju zasebne vrste, kao ni oko toga je li on izravni predak Homo sapiensa ili nekog drugog hominida.
U popisu niže slijede podvrste Homo erectusa, kao i njegove povezane vrste:
- Homo erectus
  - Homo erectus erectus
  - Homo erectus yuanmouensis
  - Homo erectus lantianensis
  - Homo erectus nankinensis
  - Homo erectus pekinensis
  - Homo erectus palaeojavanicus
  - Homo erectus soloensis
  - Homo erectus tautavelensis
  - Homo erectus georgicus

Povezane vrste
- Homo ergaster
- Homo floresiensis
- Homo antecessor
- Homo heidelbergensis
- Homo sapiens
  - Homo sapiens idaltu
  - Homo sapiens sapiens
  - Homo sapiens neanderthalensis
- Homo rhodesiensis
- Homo cepranensis

Prethodno povezani taksoni
- Homo erectus wushanensis (kasnije je dokazano da je predak orangutana, ne pripada rodu Homo)

Otkriće Homo floresiensisa 2003. godine i činjenica o njegovom recentnom izumiranju, otvara mogućnost da su mnoge vrste potomci Homo erectusa mogli do nedavno preživjeti izolirani na otocima Jugoistočne Azije i da tek slijedi otkriće njihovih fosila (vidi Orang Pendek). Pretpostavljalo se da bi Homo erectus soloensis mogao biti jedan od njih, jer se mislilo da je živio na Javi najmanje do prije 50 000 godina, ali ponovo datiranje njegovih ostataka pomaknulo je granicu njegovog postojanja puno više natrag u vremenu. Mnogi znanstvenici su skeptični u vezi tvrdnje da je Homo floresiensis potomak Homo erectusa. Jedno od objašnjenja je da su fosili Homo floresiensisa ostaci modernih ljudi koji su bolovali od mikrocefalije, dok drugo objašnjenje koje se ponekad navodi je da su to ostaci grupe pigmejaca.

## Reprezentativni fosili
Neki od najvažnijih fosila Homo erectusa su:
- Indonezija (otok Java): Trinil 2 (holotip), zbirka Sangiran, zbirka Sambungmachan i[56] zbirka Ngandong
- Kina ("Pekinški čovjek"): Lantian (Gongwangling i Chenjiawo), Yunxian, Zhoukoudian, Nanjing, Hexian
- Kenija: ER 3883, ER 3733
- Mađarska (Vértesszőlős):  "Samu"
- Vijetnam:  Tham Khuyen[57]
- Gruzija:zbirka Dmanisi ("Homo erectus georgicus")
- Etiopija: lubanja Daka
- Eritreja: lubanja Buia (moguće da je H. ergaster)[58]
- Turska, pokrajina Denizli: fosil Kocabas[59]

## Galerija slika
- Lubanja Homo erectusa tautavelensisa.
- Replika donje čeljusti Homo erectusa iz Tautavela, Francuska.
- Original lubanje Calvaria, zbirka "Sangiran II" Koenigswald, Senckenberg Museum.
- Rekonstrukcija izgleda Homo erectusa na temelju lubanje Daka.

## Unutarnje poveznice
- Homo ergaster
- Javanski čovjek
- Popis čovječjih evolucijskih fosila
- Evolucija čovjeka

## Vanjske poveznice
- Homo erectus na Archaeology Info  Arhivirana inačica izvorne stranice od 16. svibnja 2011. (Wayback Machine), pristupljeno 25. svibnja 2014.
- Homo erectus – The Smithsonian Institution's Human Origins Program, pristupljeno 25. svibnja 2014.
- BBC News: Possible co-existence with Homo Habilis, pristupljeno 25. svibnja 2014.
- John Hawks: Discussion of the Kocabas fossil  Arhivirana inačica izvorne stranice od 15. travnja 2021. (Wayback Machine), pristupljeno 25. svibnja 2014.
- Peter Brown's Australian and Asian Palaeoanthropology, pristupljeno 25. svibnja 2014.